# Psammobates geometricus
Espèce
Synonymes
- Testudo geometrica Linnaeus, 1758
- Testudo luteola Daudin, 1801
- Testudo strauchi Lidth de Jeude, 1893

Statut de conservation UICN

 CR A2acde+4acde : 
En danger critique
Statut CITES
Psammobates geometricus, la Tortue géométrique, est une espèce de tortues de la famille des Testudinidae. Elle fait partie de la liste des 100 espèces les plus menacées au monde établie par l'UICN en 2012.

## Description
Tortue géométrique a une très forte carapace noire et jaune à motif, utilisée contre les prédateurs. Les motifs sont arrangés dans des marquages similaires à des rayons et aident la tortue à se camoufler dans son environnement. Cette tortue est très petite, et à l'âge adulte peut atteindre 12,7 à 15,24 cm en diamètre.

## Répartition et habitat
Cette espèce est endémique au Cap occidental en Afrique du Sud. Le climat y est méditerranéen avec des précipitations allant de 350 à 600 mm par an. On la trouve entre 70 et 600 m d'altitude.

## Publication originale
- Linnaeus, 1758 : Systema naturae per regna tria naturae, secundum classes, ordines, genera, species, cum characteribus, differentiis, synonymis, locis, ed. 10 (texte intégral).